# Гейман Штейнталь

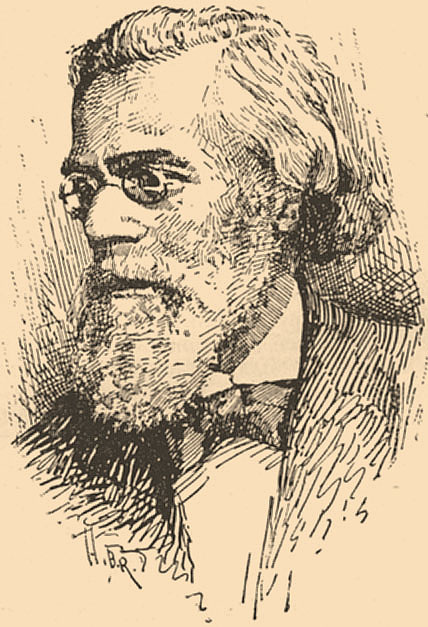
Гейман Штейнталь

Гейман Штейнталь (нім. Heymann Steinthal) (16.05.1823, Гребціг, Німеччина - 14.05.1899, Берлін) — німецький філософ, психолог і мовознавець.
Вивчав філософію і філологію в Берлінському університеті, в ньому ж в 1850 р отримав звання приват-доцента філології та міфології.
Був учнем Вільгельма фон Гумбольдта, чиї Праці з мовознавства він видав в 1884 р З 1852 р по 1855 р Штейнталь знаходився в Парижі, де вивчав китайську мову, а в 1863 році він був прийнятий на посаду асистента професора в той же Берлінський університет; з 1872 р також був приват-доцентом критичної історії Старого Завіту і релігійної філософії у Вищій школі іудаїзму (нім. Hochschule für die Wissenschaft des Judenthums).
Штейнталь був одним з директорів (з 1883 р) німецько-ізраїльського союзу громад (Deutsch-Israelitische Gemeindebund).
Засновник психологічного напряму в мовознавстві (лінгвістичного психологізму). Співзасновник психології народів. Професор (1863 р). У своїх наукових роботах підкреслював соціальну природу мови і те, що мова є однією з основних форм вираження духу народу.  Спільно з М. Лацарусом організував і видавав журнал «Психологія народів і мовознавство» (Zeitschrift für Völkerpsychologie und Sprachwissenschaft)(1859-1890 рр.), в якому викладав ідеї про те, що головною силою історії є «дух цілого» (дух народу). Сформулював проблему і поставив задачу психологічного пізнання сутності народного духу і законів духовної діяльності народу. Вважав, що «дух цілого» проявляється в різних формах продуктів культури: мові, звичаях, мистецтві, міфах, релігії і т.д., які підлягають відповідним дослідженням. Ці ідеї отримали значну популярність і вплинули на розвиток, кваліфікації та інтерпретації психології народів і психології мас.

## Основні роботи
- Die Sprachwissenschaft W. von Humboldts und die Hegel’sche Philosophie. — Берлін, 1848.
- Klassifikation der Sprachen, dargestellt als die Entwickelung der Sprachidee — Берлін, 1850. Перевидання 1860 р.:  Charakteristik der Hauptsächlichre як 2-й том Abriss der Sprachwissenschaft.
- Der Ursprung der Sprache im Zusammenhang mit den Letzten Fragen Alles Wissens — Берлін, 1851. Перевидання в 1888 г.
- Die Entwickelung der Schrift. — Берлін, 1852.
- Grammatik, Logik, Psychologie: Ihre Prinzipien und Ihre Verhältniss zu Einander. — Берлін, 1855.
- Geschichte der Sprachwissenschaft bei den Griechen und Römern. — Берлін, 1863.
- Philologie, Geschichte und Psychologie in Ihren Gegenseitigen Beziehungen. — Берлін, 1864.
- Die Mande-Negersprachen, Psychologisch und Phonetisch Betrachtet. — Берлін, 1867.
- Abriss der Sprachwissenschaft (том I: Einleitung in die Psychologie und Sprachwissenschaft). — Берлін, 1871.
- Allgemeine Ethik.— Берлін, 1885.
- Zu Bibel und Religionsphilosophie. — Берлін, 1890.